# تاج الدين بادو
تاج الدين بادو (1943 بمكناس - 8 يونيو 2018 في الرباط) دبلوماسي مغربي.

## مشواره الدراسي
حصل على شهادة الباكالوريا من ثانوية ديكارت بالرباط. تابع دراسة الآداب بمدينة بوردو قبل أن يتجه إلى دراسة الإقتصاد وعلم الإجتماع بكل من جامعة نانسي وجامعة باريس حيث سيحصل على دكتوراة في الديموغرافيا.

## حياته المهنية
شغل منصب رئيس قسم العلوم الإجتماعية بالمعهد الوطني للإحصاء والاقتصاد التطبيقي من سنة 1971 الى 1983 حيث اهتم بالتحقيق في مواضيع تعنى بالخصوبة والشيخوخة. شغل منصب مستشار للمجلس الإقتصادي والإجتماعي للأمم المتحدة وصندوق الأمم المتحدة للسكان وترأس عدة وفود إلى كل من برنامج الأمم المتحدة الإنمائي ومنظمة العمل الدولية.

### مسيرته الدبلوماسية
التحق سنة 1983 بوزارة الخارجية والتعاون حيث شغل منصب رئيس مديرية التعاون المتعدد الأطراف.
عينه الملك الحسن الثاني سفيرا للمغرب في تشيكوسلوفاكيا في سنة 1986.
تم تعيينه في سنة 1991 سفيرا للمغرب في كندا. كلفه الملك الحسن الثاني في سنة 1997 بملف تنظيم سنة المغرب بفرنسا. بتاريخ 19 أبريل 2000 عينه الملك محمد السادس سفيرا للمغرب في النمسا خلفا لعبد الرحيم بنموسى. في سنة 2003 عينه الملك محمد السادس سفيرا للمغرب في إيطاليا خلفا لعزيز مكوار وقدم أوراق اعتماده للرئيس كارلو أزيليو تشامبي بتاريخ 11 يوليوز 2003.

## وفاته
وافته المنية في 8 يونيو 2018 بالرباط ودفن بمقبرة الشهداء بالرباط.

## أوسمة
حصل على وسام الفنون والآداب الفرنسي من رتبة ضابط سنة 2011.